# Leokadia Bąk-Romaniszyn
Leokadia Bąk-Romaniszyn – polska gastrolog, prof. dr hab. nauk medycznych, profesor zwyczajny Instytutu „Centrum Zdrowia Matki Polki”, Kliniki Pediatrii, Immunologii i Nefrologii i Katedry Gastroenterologii Wydziału Lekarskiego Uniwersytetu Medycznego w Łodzi.

## Życiorys
W 1982 ukończyła studia medyczne na Akademii Medycznej w Łodzi, 21 maja 1996 obroniła pracę doktorską Udział zakażenia Helicobacter pylori w etiopatogenezie choroby wrzodowej u dzieci, 26 września 2006 habilitowała się na podstawie oceny dorobku naukowego i pracy zatytułowanej Patogeneza przewlekłego zapalenia błony śluzowej żołądka i dwunastnicy u dzieci i młodzieży a heterogenności szczepów Helicobacter pylori. 3 lipca 2012 nadano jej tytuł profesora w zakresie nauk medycznych.
Została zatrudniona na stanowisku adiunkta w IV Katedrze Pediatrii – Katedry Pediatrii, Kardiologii i Kardiochirurgii na Uniwersytecie Medycznym w Łodzi, oraz profesora Kliniki Gastroenterologii w Instytucie „Centrum Zdrowia Matki Polki”.
Objęła stanowisko profesora zwyczajnego Instytutu „Centrum Zdrowia Matki Polki”, Kliniki Pediatrii, Immunologii i Nefrologii, a także Katedry Gastroenterologii na Wydziale Lekarskim Uniwersytetu Medycznego w Łodzi. Była zastępcą kierownika Instytutu „Centrum Zdrowia Matki Polki”; Kliniki Pediatrii i Immunologii z Pododdziałem Nefrologii.

## Publikacje
- Przypuszczalna rola białka LBP i sCD14 w rozwoju choroby wrzodowej i choroby niedokrwiennej serca[1]
- Nasilona odpowiedź humoralna przeciwko antygenom Helicobacter pylori u osób z niestabilną chorobą niedokrwienną serca[1]
- 2006: Natural mannose-binding lectin (MBL) down-regulates phagocytosis of Helicobacter pylori[1]
- 2006: Epidemiological survey in aspect of environmental conditions infection of Helicobacter pylori in the city of Lodz and ats vicinity[1]
- 2009: The reactivity of serum IgG from patient with coronary heart disease and health subjects with heat shock proteins (Hsp): HspB of Helicobacter pylori, Mycobacterium bovis Hsp65 and human recombinant Hsp60[1]
- 2010: The change of ghrelin concentrations in children with functional dyspepsia compared to constipations[1]